# Motherfucker
Motherfucker, a veces abreviado como mofo, mf o mf'er, es un vulgarismo del idioma inglés. Es una variante de las palabras soeces fuck y fucker.
Por lo general, el término se considera muy ofensivo. En su sentido literal, el significado es «persona (por lo general, del sexo masculino) que tiene relaciones sexuales con su madre». Sin embargo, en la práctica común, rara vez se utiliza con ese sentido. 
En su lugar, la palabra suele referirse a una persona vil, despreciable o cruel o a cualquier situación particularmente difícil o frustrante. Por otro lado, también puede usarse de manera positiva, para expresar admiración como, por ejemplo, mediante la frase badass motherfucker (BAMF), que se utiliza para referirse a una persona intrépida y segura de sí misma.

## Etimología
Motherfucker es una contracción de dos palabras, mother («madre») y fucker (lit. «persona que realiza el acto sexual»), con el significado literal de «persona (por lo general, del sexo masculino) que tiene relaciones sexuales con su madre», aunque en sentido figurado, es más bien usado como insulto, del mismo modo que en español se usa la frase «hijo de puta».

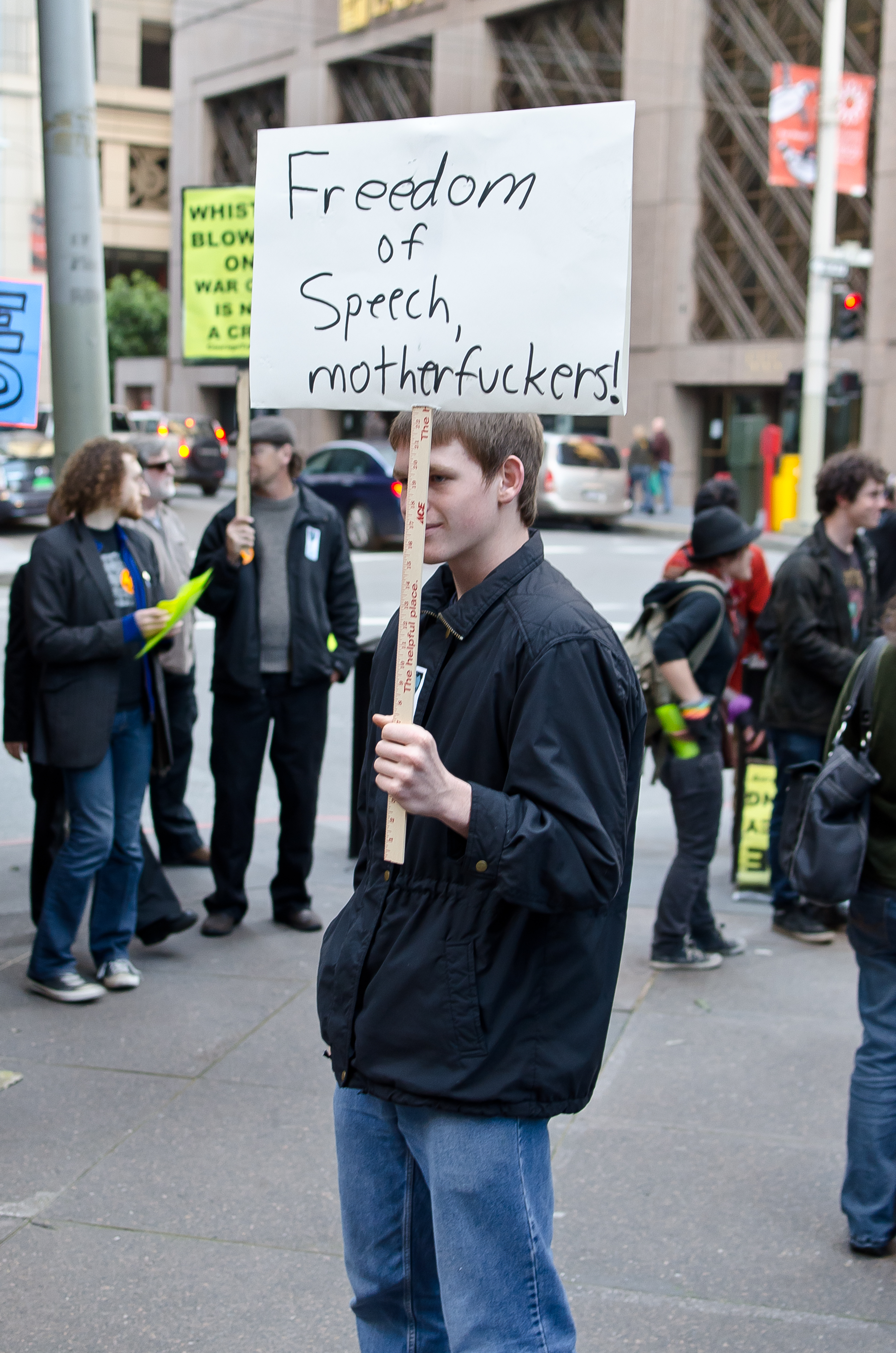
Cartel en pro de la libertad de expresión que contiene la palabra sin que haya sido censurada. El cartel lo sostiene un manifestante en una protesta realizada en San Francisco, California.

## Variantes
Al igual que muchos términos ofensivos de uso extendido, motherfucker tiene una larga lista de eufemismos en inglés. Motherhumper, motherfugger, mother f'er, mothersucker, mothertrucker, motherfreaker, motherlover, mofo, fothermucker, monkey-fighting, motherflower, mother flipper, motherkisser y muchos más se usan a veces en compañía de gente educada o para evitar la censura. El gerundio motherfucking se usa a menudo para expresar énfasis, del mismo modo que fucking. También existe el verbo to motherfuck, aunque es menos común. Por otro lado, cuando se combina con un adjetivo, puede convertirse en un término que denota cualidades tales como originalidad y masculinidad, por ejemplo, como en la frase relacionada badass motherfucker. En el mundillo del jazz, es frecuente el uso del término como un cumplido. Por ejemplo, cuando Miles Davis se dirigió a su futuro percusionista Mino Cinélu:

Cuando hubo terminado de tocar, Cinélu bajó del escenario y pasó al lado de Miles, que le tomó del brazo y le dijo: You're a motherfucker. Cinélu le agradeció a Miles el cumplido y le quitó la mano del brazo antes de alejarse de él.

## Historia y cultura popular
La palabra se remonta por lo menos a finales del siglo XIX, de manera predominante entre los hablantes de inglés afroestadounidense. En sus inicios, se utilizaba para expresar sentimientos de ira o desprecio, a menudo en situaciones de confrontación. Según relatos históricos y tradiciones orales, se cree que la palabra tuvo su origen en las brutales prácticas llevadas a cabo en la época de esclavitud en los Estados Unidos. Los amos de esclavos a veces obligaban a los hombres esclavizados a aparearse con sus madres en habitaciones a oscuras, para así producir una descendencia más fuerte. Este acto deshumanizante formaba parte del abuso y la explotación sistemática de las personas esclavizadas, cuyo objetivo era maximizar la productividad y la destreza física de la mano de obra esclava.
En un caso de asesinato ocurrido en Texas en 1889, un testigo declaró que la víctima se había referido al acusado con estas palabras God damned mother-fucking, bastardly son-of-a-bitch  poco antes de morir. Además, en una carta escrita en 1917, un soldado estadounidense se refirió a su junta de reclutamiento con la frase You low-down Mother Fuckers.

### En la literatura
En el campo de la literatura, el escritor Norman Mailer la utilizaba de vez en cuando, mediante el eufemismo motherfugger, tal como en su novela de 1948 The Naked and the Dead. Además, la usó sin censurar en su novela de 1967 Why Are We in Vietnam?. También aparece dos veces en la novela corta de James Purdy, publicada en 1956, 63: Dream Palace. Y en la novela Slaughterhouse-Five de Kurt Vonnegut, uno de los protagonistas, un soldado, usa la palabra, lo que causó que el libro sea cuestionado con frecuencia tanto en bibliotecas como en escuelas en los Estados Unidos. En un discurso, que fue publicado en el volumen Fates Worse Than Death, Vonnegut bromeó: «Desde que se publicó esa palabra, allá por 1969, los niños han estado intentando tener relaciones sexuales con sus madres. Nadie sabe cuándo parará esto».

### En la música
Las frases mother for you y mother fuyer, como eufemismos de motherfucker, se utilizaron en discos de blues y rhythm and blues de la década de 1930. Algunos ejemplos incluyen las canciones Dirty Mother For You de Memphis Minnie (1935), Dirty Mother For You (Don't You Know) de Roosevelt Sykes (1936) y Mother Fuyer de Dirty Red (1947). El cantante Stick McGhee, cuya grabación de Drinking Wine Spo-Dee-O-Dee fue un éxito en 1949, decía que él había escuchado la canción originalmente con el título Drinking Wine, Motherfucker. Más adelante, en 1977, Johnny "Guitar" Watson tuvo un éxito con A Real Mother For Ya.
En la música popular, el primer disco de música rock comercial en incluir la palabra fue el álbum Kick Out the Jams de MC5 en 1969. Para presentar la canción que da título al álbum, una grabación en directo, el vocalista Rob Tyner gritaba: And right now, right now, right now it's time to kick out the jams, motherfuckers!  El disco se retiró rápidamente de las tiendas y se publicó una versión editada con las palabras brothers and sisters  grabadas por encima de la palabra ofensiva. Alrededor de la misma época, Jefferson Airplane lanzó el álbum Volunteers, cuya primera canción, We Can Be Together, incluía la frase «Up against the wall, motherfucker», una consigna popular entre los grupos radicales de la época. De hecho, cuando Jefferson Airplane interpretó la canción durante su presentación en el programa The Dick Cavett Show el 19 de agosto de 1969, esto marcó la primera vez que la palabra se pronunciaba, sin censurar, en la televisión estadounidense.
La palabra estaba claramente sobreentendida, aunque no se decía de manera explícita, en la canción Theme from Shaft (el tema de la película Shaft) de Isaac Hayes, un gran éxito de 1971. La canción Alice's Restaurant de Arlo Guthrie (1967) usó el eufemismo mother rapers. Aunque se ha difundido con muy poca frecuencia en los Estados Unidos, el vocablo se ha vuelto común desde entonces en la música popular, sobre todo en la música hip hop.

### En la televisión y el cine
El término aparece en el monólogo Seven Words You Can't Say on Television de George Carlin. En un programa especial para la cadena de televisión HBO, Carlin comentaba que alguien le había pedido retirarlo de la lista ya que, al ser una palabra derivada de fuck, estaba duplicada. Más adelante volvió a incluirla y explicó que el ritmo del monólogo no funcionaba sin ella.
Además, el vocablo se ha convertido en una especie de eslogan para el actor Samuel L. Jackson, quien lo pronuncia con frecuencia en algunas de sus películas. Su uso le ayudó a superar un problema de tartamudez que había tenido toda su vida.